# Самовоспроизводящаяся машина

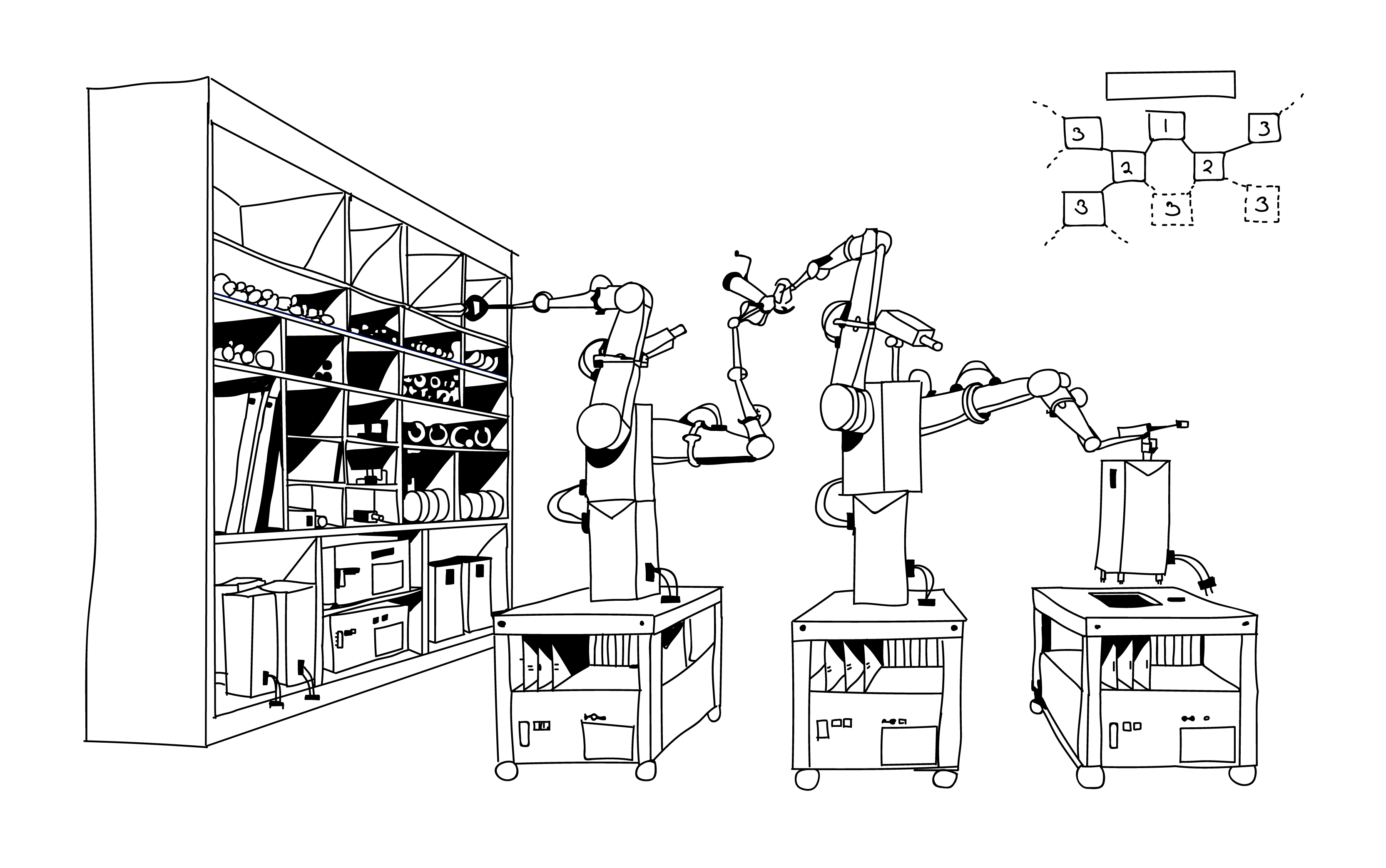
Самовоспроизводящаяся машина

Самовоспроизводящаяся машина (СМ) — тип автономных роботов, которые способны к самовоспроизводству самих себя с использованием материалов из окружающей среды. Таким образом СМ в некотором роде аналогичны организмам живой природы. Сама концепция СМ была предложена и проверена Гомером Якобсеном, Эдвардом Форестом Муром, Фрименом Дайсоном, Джоном фон Нейманом и позже Эриком Дрекслером в его книге о нанотехнологиях «Машины создания: Грядущая эра нанотехнологий» и Робертом Фрэйтосом, а также Ральфом Мерклом в их книге «Кинематика самовоспроизводящихся машин», которые предоставили первый всесторонний анализ целого множества конструкций СМ.